# LHJMQ 2013/14
Die LHJMQ-Saison 2013/14 war die 45. Spielzeit der Québec Major Junior Hockey League. Die reguläre Saison begann am 12. September 2013 und endete am 15. März 2014. Die Drakkar de Baie-Comeau gewannen als punktbestes Team der Vorrunde zum zweiten Mal in ihrer Mannschaftsgeschichte die Trophée Jean Rougeau. Die Play-offs begannen am 20. März 2014 und endeten mit dem dritten Coupe-du-Président-Gewinn der Val-d’Or Foreurs am 13. Mai 2014, die sich in der Finalserie gegen Baie-Comeau in sieben Spielen durchsetzten.

## Teamänderungen
Im Vorfeld der Saison wurde die P.E.I. Rocket in Charlottetown Islanders umbenannt.

## Reguläre Saison

### Platzierungen
Abkürzungen: GP = Spiele, W = Siege, L = Niederlagen, OTL = Niederlage nach Overtime, SOL = Niederlage nach Shootout, GF = Erzielte Tore, GA = Gegentore, Pts = Punkte

Erläuterungen:       = Play-off-Qualifikation,       = Division-Sieger,       = Trophée-Jean-Rougeau-Gewinner
| TELUS Maritimes Division     | GP | W  | L  | OTL | SOL | GF  | GA  | Pts |
| ---------------------------- | -- | -- | -- | --- | --- | --- | --- | --- |
| Halifax Mooseheads           | 68 | 47 | 18 | 0   | 3   | 292 | 182 | 97  |
| Cape Breton Screaming Eagles | 68 | 37 | 27 | 1   | 3   | 260 | 260 | 78  |
| Moncton Wildcats             | 68 | 33 | 32 | 0   | 3   | 214 | 226 | 69  |
| Acadie-Bathurst Titan        | 68 | 22 | 40 | 4   | 2   | 144 | 249 | 50  |
| Charlottetown Islanders      | 68 | 21 | 39 | 3   | 5   | 186 | 256 | 50  |
| Saint John Sea Dogs          | 68 | 19 | 44 | 2   | 3   | 165 | 255 | 43  |

| TELUS Division West          | GP | W  | L  | OTL | SOL | GF  | GA  | Pts |
| ---------------------------- | -- | -- | -- | --- | --- | --- | --- | --- |
| Val-d’Or Foreurs             | 68 | 46 | 20 | 1   | 1   | 306 | 213 | 94  |
| Blainville-Boisbriand Armada | 68 | 41 | 17 | 5   | 5   | 243 | 196 | 92  |
| Drummondville Voltigeurs     | 68 | 43 | 21 | 1   | 3   | 233 | 179 | 90  |
| Gatineau Olympiques          | 68 | 41 | 23 | 1   | 3   | 254 | 218 | 86  |
| Rouyn-Noranda Huskies        | 68 | 35 | 28 | 3   | 2   | 254 | 243 | 75  |
| Sherbrooke Phoenix           | 68 | 16 | 43 | 4   | 5   | 180 | 300 | 41  |

| TELUS Division East   | GP | W  | L  | OTL | SOL | GF  | GA  | Pts |
| --------------------- | -- | -- | -- | --- | --- | --- | --- | --- |
| Baie-Comeau Drakkar   | 68 | 47 | 16 | 2   | 3   | 255 | 170 | 99  |
| Rimouski Océanic      | 68 | 45 | 16 | 3   | 4   | 258 | 194 | 97  |
| Québec Remparts       | 68 | 39 | 17 | 5   | 7   | 255 | 209 | 90  |
| Victoriaville Tigres  | 68 | 33 | 27 | 5   | 3   | 229 | 219 | 74  |
| Chicoutimi Saguenéens | 68 | 27 | 40 | 1   | 0   | 183 | 254 | 55  |
| Shawinigan Cataractes | 68 | 20 | 39 | 4   | 5   | 163 | 251 | 49  |

### Beste Scorer
Abkürzungen: GP = Spiele, G = Tore, A = Assists, Pts = Punkte, PIM = Strafminuten; Fett: Saisonbestwert
| Spieler           | Team                         | GP | G  | A  | Pts | PIM |
| ----------------- | ---------------------------- | -- | -- | -- | --- | --- |
| Anthony Mantha    | Val-d’Or Foreurs             | 57 | 57 | 63 | 120 | 75  |
| Marcus Power      | Rouyn-Noranda Huskies        | 67 | 31 | 78 | 109 | 43  |
| Jonathan Drouin   | Halifax Mooseheads           | 46 | 29 | 79 | 108 | 43  |
| Nikolaj Ehlers    | Halifax Mooseheads           | 63 | 49 | 55 | 104 | 51  |
| Louick Marcotte   | Val-d’Or Foreurs             | 67 | 42 | 58 | 100 | 47  |
| Anthony Duclair   | Québec Remparts              | 59 | 50 | 49 | 99  | 56  |
| Guillaume Gélinas | Val-d’Or Foreurs             | 67 | 23 | 69 | 92  | 81  |
| Emile Poirier     | Gatineau Olympiques          | 63 | 43 | 44 | 87  | 129 |
| Cameron Darcy     | Cape Breton Screaming Eagles | 65 | 35 | 47 | 82  | 51  |
| Darcy Ashley      | Halifax Mooseheads           | 48 | 30 | 50 | 80  | 72  |

### Beste Torhüter
Abkürzungen: GP = Spiele, TOI = Eiszeit (in Minuten), W = Siege, L = Niederlagen, OTL = Overtime/Shootout-Niederlagen, GA = Gegentore, SO = Shutouts, Sv% = gehaltene Schüsse (in %), GAA = Gegentorschnitt
| Spieler            | Team                  | GP | TOI     | W  | L  | OTL | GA  | SO | Sv%  | GAA  |
| ------------------ | --------------------- | -- | ------- | -- | -- | --- | --- | -- | ---- | ---- |
| Philippe Cadorette | Baie-Comeau Drakkar   | 52 | 3031:52 | 36 | 13 | 3   | 119 | 7  | 91,6 | 2,36 |
| Sébastien Auger    | Saint John Sea Dogs   | 55 | 3186:49 | 15 | 33 | 5   | 169 | 2  | 91,5 | 3,18 |
| François Brassard  | Québec Remparts       | 54 | 3012:09 | 28 | 12 | 9   | 148 | 6  | 90,9 | 2,95 |
| Alex Dubeau        | Moncton Wildcats      | 59 | 3365:51 | 30 | 26 | 2   | 162 | 3  | 90,9 | 2,89 |
| Marvin Cüpper      | Shawinigan Cataractes | 43 | 2483:17 | 14 | 19 | 5   | 132 | 0  | 90,8 | 3,19 |

## Play-offs

### Play-off-Baum
|  | 1. Runde                                                              | 1. Runde                     | 1. Runde         |    | Viertelfinale            | Viertelfinale       | Viertelfinale |                     | Halbfinale         | Halbfinale | Halbfinale |  |  | Coupe-du-Président-Finale | Coupe-du-Président-Finale | Coupe-du-Président-Finale |
|  |                                                                       |                              |                  |    |                          |                     |               |                     |                    |            |            |  |  |                           |                           |                           |
|  | 1                                                                     | Baie-Comeau Drakkar          | 4                |    | 1                        | Baie-Comeau Drakkar | 4             |                     |                    |            |            |  |  |                           |                           |                           |
|  | 16                                                                    | Shawinigan Cataractes        | 0                | 10 | Rouyn-Noranda Huskies    | 0                   |               |                     |                    |            |            |  |  |                           |                           |                           |
|  |                                                                       |                              |                  |    |                          |                     |               |                     |                    |            |            |  |  |                           |                           |                           |
|  | 2                                                                     | Halifax Mooseheads           | 4                |    |                          |                     |               |                     |                    |            |            |  |  |                           |                           |                           |
|  | 15                                                                    | Charlottetown Islanders      | 0                |    |                          |                     |               |                     |                    |            |            |  |  |                           |                           |                           |
|  | 15                                                                    | Charlottetown Islanders      | 0                | 1  | Baie-Comeau Drakkar      | 4                   |               |                     |                    |            |            |  |  |                           |                           |                           |
|  |                                                                       |                              |                  | 1  | Baie-Comeau Drakkar      | 4                   |               |                     |                    |            |            |  |  |                           |                           |                           |
|  | 5                                                                     | Blainv.-Boisbr. Armada       | 3                |    |                          |                     |               |                     |                    |            |            |  |  |                           |                           |                           |
|  | 5                                                                     | Blainv.-Boisbr. Armada       | 3                | 3  | Val-d’Or Foreurs         | 4                   |               |                     |                    |            |            |  |  |                           |                           |                           |
|  |                                                                       |                              |                  | 3  | Val-d’Or Foreurs         | 4                   |               |                     |                    |            |            |  |  |                           |                           |                           |
|  | 14                                                                    | Acadie-Bathurst Titan        | 0                |    |                          |                     |               |                     |                    |            |            |  |  |                           |                           |                           |
|  |                                                                       |                              |                  |    |                          |                     |               |                     |                    |            |            |  |  |                           |                           |                           |
|  | 4                                                                     | Rimouski Océanic             | 4                | 4  | Rimouski Océanic         | 3                   |               |                     |                    |            |            |  |  |                           |                           |                           |
|  | 13                                                                    | Chicoutimi Saguenéens        | 0                | 5  | Blainv.-Boisbr. Armada   | 4                   |               |                     |                    |            |            |  |  |                           |                           |                           |
|  | 13                                                                    | Chicoutimi Saguenéens        | 0                | 5  | Blainv.-Boisbr. Armada   | 4                   | 1             | Baie-Comeau Drakkar | 3                  |            |            |  |  |                           |                           |                           |
|  | (Die Teams werden nach der ersten und der zweiten Runde neu gesetzt.) |                              |                  |    |                          |                     | 1             | Baie-Comeau Drakkar | 3                  |            |            |  |  |                           |                           |                           |
|  |                                                                       | 3                            | Val-d’Or Foreurs | 4  |                          |                     |               |                     |                    |            |            |  |  |                           |                           |                           |
|  | 5                                                                     | 3                            | Val-d’Or Foreurs | 4  | Blainv.-Boisbr. Armada   | 4                   |               | 2                   | Halifax Mooseheads | 4          |            |  |  |                           |                           |                           |
|  | 5                                                                     |                              |                  |    | Blainv.-Boisbr. Armada   | 4                   |               | 2                   | Halifax Mooseheads | 4          |            |  |  |                           |                           |                           |
|  | 12                                                                    | Moncton Wildcats             | 2                | 8  | Gatineau Olympiques      | 1                   |               |                     |                    |            |            |  |  |                           |                           |                           |
|  |                                                                       |                              |                  |    |                          |                     |               |                     |                    |            |            |  |  |                           |                           |                           |
|  | 6                                                                     | Drummondville Voltigeurs     | 4                |    |                          |                     |               |                     |                    |            |            |  |  |                           |                           |                           |
|  | 11                                                                    | Victoriaville Tigres         | 1                |    |                          |                     |               |                     |                    |            |            |  |  |                           |                           |                           |
|  | 11                                                                    | Victoriaville Tigres         | 1                | 2  | Halifax Mooseheads       | 3                   |               |                     |                    |            |            |  |  |                           |                           |                           |
|  |                                                                       |                              |                  | 2  | Halifax Mooseheads       | 3                   |               |                     |                    |            |            |  |  |                           |                           |                           |
|  | 3                                                                     | Val-d’Or Foreurs             | 4                |    |                          |                     |               |                     |                    |            |            |  |  |                           |                           |                           |
|  | 3                                                                     | Val-d’Or Foreurs             | 4                | 7  | Québec Remparts          | 1                   |               |                     |                    |            |            |  |  |                           |                           |                           |
|  |                                                                       |                              |                  | 7  | Québec Remparts          | 1                   |               |                     |                    |            |            |  |  |                           |                           |                           |
|  | 10                                                                    | Rouyn-Noranda Huskies        | 4                |    |                          |                     |               |                     |                    |            |            |  |  |                           |                           |                           |
|  |                                                                       |                              |                  |    |                          |                     |               |                     |                    |            |            |  |  |                           |                           |                           |
|  | 8                                                                     | Gatineau Olympiques          | 4                | 3  | Val-d’Or Foreurs         | 4                   |               |                     |                    |            |            |  |  |                           |                           |                           |
|  | 9                                                                     | Cape Breton Screaming Eagles | 0                | 6  | Drummondville Voltigeurs | 2                   |               |                     |                    |            |            |  |  |                           |                           |                           |

### Coupe-du-Président-Finale
| 2. Mai 2014 19:30 Uhr (Ortszeit) | Baie-Comeau Drakkar Charles Hudon (12:23) Jérémy Grégoire (47:27) Charles Hudon (58:46) | 3:0 (1:0, 0:0, 2:0) Spielbericht Stand: 1:0 | Val-d’Or Foreurs | Centre Henry-Leonard, Baie-Comeau, Québec Zuschauer: 3.042 |

| 3. Mai 2014 16:00 Uhr | Baie-Comeau Drakkar Frédéric Gamelin 0(2:25) Alexandre Ranger (35:17) Dominic Poulin (36:08) | 3:4 n. V. (1:1, 2:1, 0:1, 0:1) Spielbericht Stand: 1:1 | Val-d’Or Foreurs Louick Marcotte (17:00) Guillaume Gélinas (30:54) Pierre-Maxime Poudrier (58:27) Guillaume Gélinas (67:24) | Centre Henry-Leonard, Baie-Comeau, Québec Zuschauer: 3.042 |

| 6. Mai 2014 19:30 Uhr | Val-d’Or Foreurs Pierre-Maxime Poudrier (24:49) Maxime Gravel (36:42) Anthony Mantha (46:41) Anthony Mantha (56:57) Anthony Richard (57:33) | 5:2 (0:0, 2:2, 3:0) Spielbericht Stand: 2:1 | Baie-Comeau Drakkar Félix Girard (34:49) Maxime St-Cyr (35:31) | Centre Air Creebec, Val-d’Or, Québec Zuschauer: 2.890 |

| 7. Mai 2014 19:30 Uhr | Val-d’Or Foreurs Anthony Mantha (30:28) Anthony Richard (45:24) Anthony Mantha (55:46) | 4:3 n. V. (0:0, 1:1, 2:2, 0:1) Spielbericht Stand: 2:2 | Baie-Comeau Drakkar Jérémy Grégoire (34:34) Denis Gorbunow (50:24) Alexandre Ranger (56:25) Félix Girard (74:41) | Centre Air Creebec, Val-d’Or, Québec Zuschauer: 3.278 |

| 9. Mai 2014 19:30 Uhr | Baie-Comeau Drakkar Walentin Sykow 0(1:00) Jérémy Grégoire (11:48) Charles Poulin (15:59) Jérémy Grégoire (27:56) Maxime St-Cyr (45:13) Walentin Sykow (47:05) | 6:5 (3:2, 1:1, 2:2) Spielbericht Stand: 3:2 | Val-d’Or Foreurs Shawn Ouellette-St-Amant (8:56) Phil Pietroniro (12:17) Anthony Mantha (22:21) Guillaume Gélinas (46:41) Randy Gazzola (52:27) | Centre Henry-Leonard, Baie-Comeau, Québec Zuschauer: 3.042 |

| 11. Mai 2014 16:00 Uhr | Val-d’Or Foreurs Pierre-Maxime Poudrier (10:41) Anthony Richard (21:36) Guillaume Gélinas (48:26) Randy Gazzola (51:21) Ryan Graves (55:21) Pierre-Maxime Poudrier (59:04) | 6:3 (1:0, 1:2, 4:1) Spielbericht Stand: 3:3 | Baie-Comeau Drakkar Alec Jon Banville (25:04) Walentin Sykow (39:51) Alexandre Ranger (51:53) | Centre Air Creebec, Val-d’Or, Québec Zuschauer: 3.017 |

| 13. Mai 2014 19:30 Uhr | Baie-Comeau Drakkar Gabryel Paquin-Boudreau (49:41) Félix Girard (56:07) Jérémy Grégoire (58:01) | 3:4 (0:1, 0:2, 3:1) Spielbericht Stand: 3:4 | Val-d’Or Foreurs Samuel Henley (8:57) Louick Marcotte (21:39) Randy Gazzola (33:08) Anthony Mantha (59:08) | Centre Henry-Leonard, Baie-Comeau, Québec Zuschauer: 3.042 |

### Coupe-du-Président-Sieger
| Coupe-du-Président-Sieger Val-d’Or Foreurs | Torhüter: Antoine Bibeau, Keven Bouchard Verteidiger: Jérémie Fraser, Olivier Galipeau, Randy Gazzola, Guillaume Gélinas, Maxime Gravel, Ryan Graves, Keven Larouche Angreifer: Nicolas Aubé-Kubel, Anthony Beauregard, Owen Bennington, Julien Gauthier, Samuel Henley, Anthony Mantha, Louick Marcotte, Shawn Ouellette-St-Amant, Phil Pietroniro, Pierre-Maxime Poudrier, Maxime Presseault, Anthony Richard, Timotej Sille Cheftrainer: Mario Durocher General Manager: Alexandre Rouleau |

## Auszeichnungen

### All-Star-Teams
| First All-Star-Team |                                                    |
| Angriff:            | Anthony Duclair – Jonathan Drouin – Anthony Mantha |
| Verteidigung:       | Guillaume Gélinas – Randy Gazzola                  |
| Tor:                | Philippe Cadorette                                 |

| Second All-Star-Team |                                               |
| Angriff:             | Nikolaj Ehlers – Cameron Darcy – Marcus Power |
| Verteidigung:        | Justin Haché – MacKenzie Weegar               |
| Tor:                 | Zachary Fucale                                |

### All-Rookie-Team
| All-Rookie-Team |                                                   |
| Angriff:        | Nikolaj Ehlers – Alexandre Goulet – Daniel Sprong |
| Verteidigung:   | Jérémy Roy – Nicolas Meloche                      |
| Tor:            | Callum Booth                                      |

### Vergebene Trophäen
| Auszeichnung              | Auszeichnung           | Team                                           |
| ------------------------- | ---------------------- | ---------------------------------------------- |
| Coupe du Président        | Coupe du Président     | Val-d’Or Foreurs                               |
| Trophée Jean Rougeau      | Trophée Jean Rougeau   | Baie-Comeau Drakkar                            |
| Trophée Luc Robitaille    | Trophée Luc Robitaille | Val-d’Or Foreurs                               |
| Trophée Robert LeBel      | Trophée Robert LeBel   | Baie-Comeau Drakkar                            |
| Auszeichnung              | Spieler                | Team                                           |
| Trophée Michel Brière     | Anthony Mantha         | Val-d’Or Foreurs                               |
| Trophée Jean Béliveau     | Anthony Mantha         | Val-d’Or Foreurs                               |
| Trophée Guy Lafleur       | Antoine Bibeau         | Val-d’Or Foreurs                               |
| Trophée Jacques Plante    | Zachary Fucale         | Halifax Mooseheads                             |
| Trophée Guy Carbonneau    | Félix Girard           | Baie-Comeau Drakkar                            |
| Trophée Émile Bouchard    | Guillaume Gélinas      | Val-d’Or Foreurs                               |
| Trophée Kevin Lowe        | Justin Haché           | Cape Breton Screaming Eagles                   |
| Trophée Michael Bossy     | Nikolaj Ehlers         | Halifax Mooseheads                             |
| Coupe RDS                 | Nikolaj Ehlers         | Halifax Mooseheads                             |
| Trophée Michel Bergeron   | Nikolaj Ehlers         | Halifax Mooseheads                             |
| Trophée Raymond Lagacé    | Jérémy Roy             | Sherbrooke Phoenix                             |
| Trophée Frank J. Selke    | Frédérick Gaudreau     | Drummondville Voltigeurs Shawinigan Cataractes |
| Plaque joueur humanitaire | Carles-David Beaudoin  | Drummondville Voltigeurs                       |
| Trophée Marcel Robert     | Jérémy Grégoire        | Baie-Comeau Drakkar                            |
| Trophée Paul Dumont       | Zachary Fucale         | Halifax Mooseheads                             |
| Trophée Ron Lapointe      | Éric Veilleux          | Baie-Comeau Drakkar                            |
| Trophée Maurice Filion    | Steve Ahern            | Baie-Comeau Drakkar                            |
| Trophée John Horman       | Serge Proulx           | Drakkar de Baie-Comeau                         |
| Trophée Jean Sawyer       | Marketing-Abteilung    | Phoenix de Sherbrooke                          |